# Draco timoriensis
Espèce
Draco timoriensis est une espèce de sauriens de la famille des Agamidae.

## Répartition
Cette espèce se rencontre en Indonésie à Timor, à Roti, à Semau et à Wetar et au Timor oriental.

## Étymologie
Son nom d'espèce, composé de timor et du suffixe latin -ensis, « qui vit dans, qui habite », lui a été donné en référence au lieu de sa découverte, Timor.

## Publication originale
- Kuhl, 1820 : Beiträge zur Zoologie und vergleichenden Anatomie, p. 1-152 (texte intégral).